# Basisvolkscongres
Het Basisvolkscongres (Arabisch: مؤتمر شعبي أساسي, Mu'tamar shaʿbi asāsi) was de kleinste bestuurseenheid van de Grote Libisch-Arabische Socialistische Volks-Jamahiriyah, de Libische volksrepubliek ten tijde van kolonel Moammar al-Qadhafi (1977-2011). Een basisvolkscongres komt overeen met een gemeenteraad, deelraad of dorpsraad in een West-Europees land. Naast wetgevende bevoegdheden kende een basiscongres ook uitvoerende bevoegdheden (de presidia van de basisvolkscongressen, volkscomités genaamd). Grotere steden kenden meerdere basisvolkscomité's. Iedere meerderjarige man of vrouw werd geacht deel te nemen aan de bijeenkomsten van een basisvolkscongres dat in principe driemaal per jaar samenkwam. De leden van kozen een volkscomité (voor drie jaar) voor bestuurstaken en kozen uit hun midden een voorzitter en afgevaardigden voor een districtcongres (een soort provincieraad) en het Algemene Volkscongres, het parlement van Libië.
Ook vakbonden, universiteiten en beroepsorganisaties kozen basisvolkscongressen en volkscomité's op lokaal niveau om hun belangen te behartigen. De lokale volkscomité's participeerden landelijk in federale structuren voor vakbonden en beroepsorganisaties. Afgevaardigden van basisvolscongressen voor universiteiten, vak- en beroepsorganisaties hadden weer zitting in het Algemene Volkscongres.
Na de val van Qadhafi werd de basisvolkscongressen vervangen door gemeenteraden en gemeentebesturen (2013).

## Verwijzingen
1. ↑  Red. Winkler Prins: Winkler Prins Encyclopedisch Jaarboek 1978, Elsevier A'dam / Brussel 1978, p. 175
2. ↑  Volgens R.B. St. John: Historical Dictionary of Libya, Rowman & Littlefield, New York / Londen 20145, p. 57 viermaal per jaar
3. ↑  Equivalent van een burgemeester, zie: St. John 2014:57
4. 1 2  Ibidem